# Drawing Center
Drawing Center – amerykańska instytucja poświęcona rysunkowi. Prezentuje dzieła zarówno dawne, jak i współczesne. Obecna siedziba mieści się w SoHo na Wooster Street 35, w budynku zaadaptowanym przez Claire Weisz. Dyrektorem Muzeum jest Brett Littman.